# Аманд
Аманд (д/н — 660) — герцог Васконі в 627—635 та 635—660 роках.

## Життєпис
Походив з васконської знаті. У 627 році під час повстання васконів було вигнано герцога Егінана. Після цього Аманда було обрано герцогом Васконії. Проводив незалежну політику, сприяв нападам васконів на Аквітанію. З 629 року спільно діяв з королем Харібертом II, але той загинув 632 року.
У 635 році Аманд зазнав поразки від військ короля Дагоберта I, який 636 року відновив в герцогстві Егінана. 638 року зумів знову зайняти герцогство, отримавши підтримку небожа Боггіса, герцога Аквітанії. Посиленню Аманда сприяло послаблення франкських королівств. Остання письмова згадка припадає на 645 рік, втім можливо був живим до 660 року. Але напевне тут відбулася плутанина, оскільки 660 року помер саме Богіс. Тому ймовірніше той приєднав до своїх володінь Васконію після Аманда.